# Dadonville
Dadonville és un municipi francès, situat al departament del Loiret i a la regió de Centre – Vall del Loira. L'any 2007 tenia 2.008 habitants.

## Demografia

### Població
El 2007 la població de fet de Dadonville era de 2.008 persones. Hi havia 714 famílies, de les quals 104 eren unipersonals (40 homes vivint sols i 64 dones vivint soles), 277 parelles sense fills, 297 parelles amb fills i 36 famílies monoparentals amb fills.
La població ha evolucionat segons el següent gràfic:
Habitants censats

### Habitatges
El 2007 hi havia 774 habitatges, 727 eren l'habitatge principal de la família, 17 eren segones residències i 29 estaven desocupats. 769 eren cases i 4 eren apartaments. Dels 727 habitatges principals, 626 estaven ocupats pels seus propietaris, 87 estaven llogats i ocupats pels llogaters i 14 estaven cedits a títol gratuït; 9 tenien dues cambres, 69 en tenien tres, 215 en tenien quatre i 434 en tenien cinc o més. 609 habitatges disposaven pel capbaix d'una plaça de pàrquing. A 278 habitatges hi havia un automòbil i a 409 n'hi havia dos o més.

### Piràmide de població
La piràmide de població per edats i sexe el 2009 era:
| Homes | Edats   | Dones |
| ----- | ------- | ----- |
| 0     | 95 o +  | 0     |
| 0     | 90 a 94 | 0     |
| 12    | 85 a 89 | 24    |
| 12    | 80 a 84 | 16    |
| 24    | 75 a 79 | 24    |
| 32    | 70 a 74 | 44    |
| 48    | 65 a 69 | 24    |
| 52    | 60 a 64 | 52    |
| 48    | 55 a 59 | 16    |
| 88    | 50 a 54 | 104   |
| 76    | 45 a 49 | 72    |
| 60    | 40 a 44 | 72    |
| 88    | 35 a 39 | 68    |
| 48    | 30 a 34 | 60    |
| 64    | 25 a 29 | 44    |
| 40    | 20 a 24 | 32    |
| 52    | 15 a 19 | 76    |
| 72    | 10 a 14 | 96    |
| 80    | 5 a 9   | 80    |
| 36    | 0 a 4   | 32    |

## Economia
El 2007 la població en edat de treballar era de 1.326 persones, 957 eren actives i 369 eren inactives. De les 957 persones actives 884 estaven ocupades (486 homes i 398 dones) i 73 estaven aturades (37 homes i 36 dones). De les 369 persones inactives 128 estaven jubilades, 106 estaven estudiant i 135 estaven classificades com a «altres inactius».

### Ingressos
El 2009 a Dadonville hi havia 778 unitats fiscals que integraven 2.197,5 persones, la mediana anual d'ingressos fiscals per persona era de 19.531 €.

### Activitats econòmiques
Dels 48 establiments que hi havia el 2007, 2 eren d'empreses extractives, 1 d'una empresa alimentària, 1 d'una empresa de fabricació de material elèctric, 4 d'empreses de fabricació d'altres productes industrials, 11 d'empreses de construcció, 13 d'empreses de comerç i reparació d'automòbils, 1 d'una empresa de transport, 2 d'empreses d'hostatgeria i restauració, 2 d'empreses immobiliàries, 7 d'empreses de serveis i 4 d'empreses classificades com a «altres activitats de serveis».
Dels 12 establiments de servei als particulars que hi havia el 2009, 2 eren tallers de reparació d'automòbils i de material agrícola, 1 paleta, 2 guixaires pintors, 1 fusteria, 1 lampisteria, 3 electricistes i 2 veterinaris.
Dels 4 establiments comercials que hi havia el 2009, 2 eren supermercats, 1 una fleca i 1 una joieria.
L'any 2000 a Dadonville hi havia 15 explotacions agrícoles que ocupaven un total de 1.309 hectàrees.

## Equipaments sanitaris i escolars
El 2009 hi havia 1 escola maternal integrada dins d'un grup escolar amb les comunes properes formant una escola dispersa i 1 escola elemental integrada dins d'un grup escolar amb les comunes properes formant una escola dispersa.

## Poblacions més properes
El següent diagrama mostra les poblacions més properes.